# Asdrúbal Fontes Bayardo
Asdrúbal Esteban Fontes Bayardo, né le 26 décembre 1922 à Pan de Azúcar (Uruguay) et mort le 9 juillet 2006 à Montevideo, est un pilote automobile amateur uruguayen. Il courut principalement dans les années 1950 en Amérique du Sud en Endurance et en Formule Libre, obtenant quelques succès au volant d'une Maserati à moteur Chevrolet. En 1959, il tenta de participer au Grand Prix de France au volant d'une Maserati F1 de la Scuderia Centro Sud mais ne parvint pas à se qualifier pour la course. Il cessa son activité sportive au début des années 1960 pour gérer des concessions General Motors dans son pays.